# Шимковяк, Керстин
Керстин Шимковяк (нем. Kerstin Szymkowiak, в девичестве Юргенс (нем. Jürgens); род. 19 декабря 1977, Зиген, Северный Рейн-Вестфалия) — немецкая скелетонистка, серебряный призёр Олимпийских игр 2010 года, трёхкратная бронзовая призёрка чемпионатов мира, двукратный чемпион и трёхкратный серебряный призёр чемпионатов Германии.

## Спортивная карьера
Керстин с детства занималась различными видами спорта, в том числе под влиянием отца, который работал тренером по легкой атлетике. В 2002 году она перешла в скелетон, после того как не смогла квалифицироваться на Олимпиаду-2002 в бобслее. В этом же году она впервые выиграла этап Кубка Европы по скелетону.
В 2003 году она заняла 2 место на чемпионате Германии. На следующий сезон, она стала чемпионкой Германии, заняла третье место на чемпионате мира и выиграла свой первый этап Кубка мира. В 2005 году стала чемпионкой Европы, выиграла бронзовую медаль на зимней Универсиаде 2005, в 2006 году снова выиграла чемпионат Германии.
Всего на счету Керстин Шимковяк 7 побед на этапах Кубка мира, лучший результат в общем зачете Кубка мира — 3 место в сезоне 2009/2010.
На Олимпиаде-2010 в Ванкувере она заняла второе место.

## Личная жизнь
Керстин вышла замуж в 2008 году, и с сезона 2008/2009 выступает под фамилией мужа. Живёт в Швейцарии.